# Thyreobaeus
Thyreobaeus scutiger es una especie de araña araneomorfa de la familia Linyphiidae. Es el único miembro del género monotípico Thyreobaeus.

## Distribución
Se encuentra en Madagascar.